# Ich (Schnitzler)
Ich ist eine kleine zu Lebzeiten unveröffentlichte Novelle von Arthur Schnitzler, die 1917 entworfen und 1927 ausgeführt wurde. Geschildert wird, wie sich für einen Mann der Zusammenhang von Sprache und Welt aufzulösen beginnt, als er in einem Park ein Schild „Park“ aufgestellt sieht.

## Entstehung
Schnitzler konzipierte die Idee am 13. Mai 1917.

“Am Eingang des Schwarzenbergparks eine Tafel mit der Aufschrift: Park. Jemand ist sehr impressioniert davon. Wie er nach Hause kommt heftet er seinem Mobiliar Zettel mit dem Bezeichnungen an: Tisch, Divan, Kasten. Dann greift diese Zwangsvorstellung weiter, er versieht auch seine Frau mit einem Zettel, seinen Sohn, seine Köchin, endlich pickt er auf sich selbst einen Zettel, auf dem steht: Ich und spaziert so auf die Strasse.
Sein Wahnsinn beginnt damit, daß er Annoncen, Plakate etc. ernst und wörtlich nimmt, Streitigkeiten mit ihnen anfängt u.s.w.
.. Bis zu diesem Tag war er ein ganz normaler Mens[ch]
gewesen.. [Buchhalter]
Nun was kann
auf dieser Tafel stehn? Keine
[Streichhölzer]
wegwerfen
Sonntag.. Park..
Hm.. es ist doch nicht alles so klar.....
Er schlief schlecht…..
... Ich... Ich: mit Fragezeichen....
Verzweifelt, daß er nicht auf alle Bäume . etc.
auf den Himmel .”

Im Oktober 1927 schrieb Schnitzler den Text innerhalb von wenigen Tagen (im Tagebuch belegt ist die Arbeit am 14. und am 16. Oktober 1927) unter dem Arbeitstitel „Park“ nieder. Anschließend diktierte er sie seiner Sekretärin Frieda Pollak am 17. und am 22. Oktober 1927 und bearbeitete später das Typoskript noch geringfügig handschriftlich weiter.
Im Nachlass Schnitzlers in der Cambridge University Library finden sich neben der Skizze noch besagtes Typoskript aus dem Jahr 1927 (A39,2), 21 zumeist paginierte Blätter, von der Sekretärin Pollak datiert mit „17.10.27“ (Blatt 1), „22./10.1927.“ (Blatt 15) und „7.11.27.“ (Blatt 20), mit handschriftlichen Korrekturen der Sekretärin und handschriftlichen Überarbeitungen mit Bleistift durch Schnitzler.

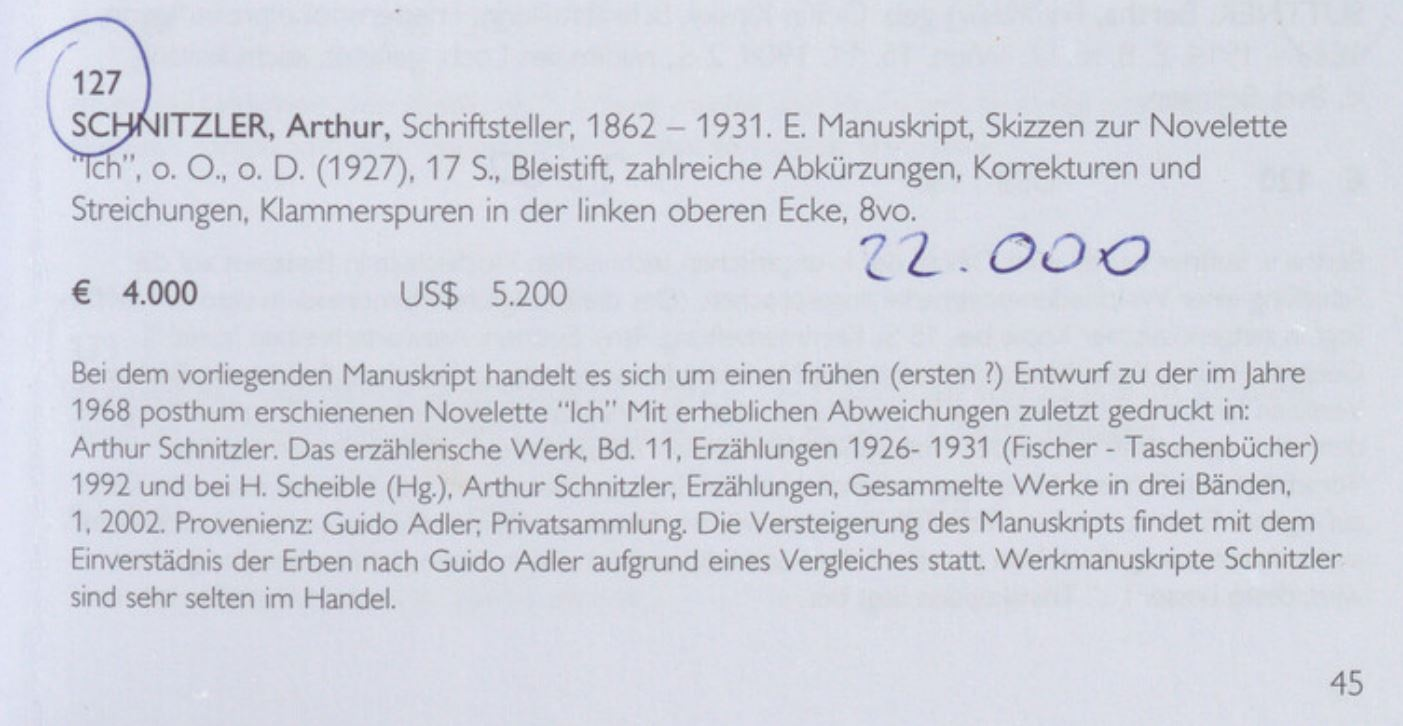
Auszug aus Dorotheum-Auktionskatalog, Kat.Nr. 127, 2012, S. 45

Ebenfalls in der Nachlassmappe A39 liegt eine handschriftliche Notiz Heinrich Schnitzlers mit rotem Buntstift, dass ein handschriftliches Manuskript am 28. Mai 1932 von Heinrich Schnitzler an Joseph Hupka (1875–1944) geschenkt wurde. Dieser Text, 17 Seiten in Bleistift geschrieben, wurde im Rahmen einer Autographenauktion am 31. Mai 2012 (Kat.Nr. 127) vom Dorotheum angeboten: 

“E. Manuskript, Skizzen zur Novelette ›Ich‹, ohne Ort, ohne Datum (1927), 17 Seiten, Bleistift, zahlreiche Abkürzungen, Korrekturen und Streichungen, Klammerspuren in der linken oberen Ecke, Oktavformat. Die Versteigerung des Manuskripts findet mit dem Einverständnis der Erben nach Guido Adler aufgrund eines Vergleiches statt.”

Ausrufpreis waren 4.000 €, mit einem Meistbot von 22.000 Euro zugeschlagen, befindet es sich seither in Privatbesitz.

## Titel
Schnitzler verwendete als Arbeitstitel „Park“, unter dieser Bezeichnung taucht der Text in seinem Tagebuch auf. Zum ersten Mal wurde der Text dann postum von Heinrich Schnitzler publiziert, im „Almanach 1968“ des S. Fischer-Verlags. Dort heißt er „Novellette“. 1977 publizierte Reinhard Urbach die Geschichte erstmals unter Berücksichtigung von Schnitzlers handschriftlichen Korrekturen als Ich. Dieser Ausdruck findet sich von Arthur Schnitzler mit rotem Buntstift auf einen gefalteten Zettel geschrieben, der als eine Art Mappe die Seiten des Typoskripts (A39,2) zusammenhält.

## Inhalt
Als Frau Huber – Mutter eines achtjährigen Schuljungen sowie des sechsjährigen Vorschulkindes Marie – den Arzt in ihre Wohnung Andreasgasse 14 ruft und der dann hereintritt, trägt der Kranke – der Familienvater Herr Huber – einen Zettel auf der Brust. Darauf steht ICH. Wie konnte es so weit kommen? Nun, anfangs lief in der kleinen Familie alles normal. Der Vater scherzte ein wenig mit seiner kleinen Tochter Marie und ging dann seiner Arbeit nach. Herr Huber war in einem mittelgroßen Warenhaus in der Währingerstraße Abteilungsleiter. Mitunter gestattete er sich in seiner Freizeit per pedes einen Abstecher ins Grüne. Bei solcher Gelegenheit ereignete sich die unerhörte Begebenheit. Der Eingang der mit Baumgruppen umstandenen Wiese war mit Park beschildert. Worum es sich handelt, das weiß doch jeder, dachte Huber kopfschüttelnd, freundete sich jedoch nach einem Weilchen mit der guten Idee an. Das artete dann mit der Zeit so weit aus, dass er der Kaffeehauskassiererin, dem Fräulein Magdalene, einen passenden Zettel anheften wollte. Und das Ende der Manie des Herrn Huber wurde eingangs erwähnt.

## Rezeption
- „Hubers Bestreben, für Sicherheit und Ordnung in der Welt zu sorgen, indem er allen Dingen ein unmißverständliches Wort anheftet“[10] steht nach Scheffels Beobachtungen für Schnitzler beinahe auf einer Stufe mit den Sprachbemühungen eines Lord Chandos bei Hofmannsthal.
- Nach Scheffel verstofflicht sich „die Geschichte vom Normalitätsverlust des Herrn Huber“[11] als unvermittelt hereinbrechender „Sprach-Ordnungswahn“[12]. Huber sei einerseits mit der Dynamik der Veränderungen im damaligen modernen Nachkriegs-Wien überfordert. In dem Zusammenhang zitiert Scheffel Hermann Bahrs Wort von der „Unrettbarkeit des Ich“[13]. Andererseits fühle sich der brave Herr Huber nach einigem Überlegen dazu berufen, „sprachliche ‚Wertzeichen‘ missionarisch zu verbreiten“[14]. Hierdurch setze sich Schnitzler mit der Sprachkritik Fritz Mauthners – vielleicht mit gespielter Ernsthaftigkeit – auseinander. Zumindest stehe fest, Schnitzler folge dem Sprachphilosophen Mauthner bei dessen übertriebener Sprachkritik keineswegs. Denn – so spricht der Wortkünstler Schnitzler: „Jedes Wort hat fließende Grenzen; diese Tatsache zu ästhetischer Wirkung auszunützen ist das Geheimnis des Stils.“[15] Damit eröffne die „launige Novelle“ trotz ihrer simplen Statik Ausblick auf Schnitzlers psychologische Literatur in dem Sinne: Oben im Artikel wurde die „Uneindeutigkeit von Worten“ und die unüberwindliche „Differenz zwischen Worten und Wirklichkeit“ – wie sie der Biedermann Herr Huber halb verwirrt in der ihn umgebenden Objektwelt konstatiert, nicht angesprochen. Worte seien aber nach Schnitzler dringend notwendig, weil wir eben nichts anderes haben und weil vor ihnen „das Unaussprechliche überhaupt erst deutlich wird“[16].

## Verfilmungen
- David Fonjallaz: Ich. Deutschland 2011, Trailer